# خیلوتپک د آباسولو
خیلوتپک د آباسولو (به اسپانیایی: Municipio de Jilotepec) یک شهرداری و شهرک در مکزیک است که در ایالت مخیکو واقع شده‌است. خیلوتپک د آباسولو ۷۱٬۶۲۴ نفر جمعیت دارد و ۲٬۴۵۲ متر بالاتر از سطح دریا واقع شده‌است.